# Stara elegantka
Stara elegantka – jednoaktowa komedia Józefa Korzeniowskiego opublikowana w 1850 r.

## Treść
Tytułową bohaterką jest Róża Fertycka, która stroi się do przesady i próbuje się na wszelkie sposoby odmłodzić, co stwarza efekt karykaturalny. Sąsiad opisuje ją następująco: [...] bo możeż być coś nieznośniejszego, coś bardziej odstęczającego niż stara elegantka? [...] Te kolie i perły na zmarszczkach; te kolce w obwisłych uszach; te pióra w kapelusiku otwartym i z fantazyą położonym [...], to jej fertanie się i umizgi czynią ją w najwyższym stopniu nieznośną [...]. Przyjaźń Róży Fertyckiej z Jadwigą – znudzoną wsią młodą żoną – nie podoba się mężowi tej ostatniej, Erazmowi. Erazm nie lubi Fertyckiej i zastanawia się, skąd ma ona fundusze na wciąż nowe stroje i biżuterię. Okazuje się, że Róża czerpie korzyści z organizacji schadzek miłosnych i właśnie jest w trakcie korespondencji z hrabią Augustem, który chciałby wdać się w romans z nieświadomą niczego Jadwigą. 